# Mara Clara (phim truyền hình 2010)
Mara Clara là phim truyền hình Philippines được sản xuất bởi hãng phim ABS-CBN từ năm 2010-2011. Mara Clara được làm lại từ một bộ phim năm 1992. Phim còn có nhan đề dịch ra tiếng Việt là Trò đùa của số phận.
Mara Clara là bộ phim được làm lại từ bộ phim cùng tên năm 1992 dựa trên cuốn tiẻu thuyết được viết bởi Emil Cruz Jr., rồi sản xuất bởi hãng phim ABS-CBN. Vào năm 1996, phim truyền hình này đã được chuyển thể thành phim điện ảnh. Toàn bộ diễn viên đều được giữ nguyên,ngoại trừ Eruel Tongco trong vai Garry Davis được thay bởi William Martinez do Tongco qua đời. Tháng 8 năm 2010, ABS-CBN đã quyết định làm lại bộ phim với Kathryn Bernado trong vai Mara và Julia Montes vai Clara.

## Nội dung
Câu chuyện kể về hai cô bé được sinh vào cùng một ngày và cùng một bệnh viện. Một cô bé tên là Mara lớn lên xinh đẹp và thông minh, ngoan ngoãn nhưng phải sống cảnh bần hàn, còn cô bé kia là Clara, xảo quyệt và sống trong nhung lụa muốn gì được nấy nên trở thành hư hỏng. Đâu ai ngờ rằng, vị trí của hai cô bé đã bị trao đổi cho nhau. Tất cả là do số phận đã cho Gary David gặp và yêu Alvira. Thế nhưng một ngày, Alvira buộc phải đi du học, để Garry ở lại. Ngày qua ngày, Alvira trở về và đã không còn yêu Gary mà chuẩn bị đám cưới cùng Amante Del Valle. Quá đau buồn mà không thể làm gì được, Gary đã làm cho Susan- người giúp việc nhà Alvira mang thai trong cơn say rượu. Cùng lúc đó, Alvira và Amante đã có con với nhau sau đám cưới. Không thể ngờ rằng, hai đứa trẻ sinh ra tại cùng một bệnh viện vào cùng một ngày. Gary biết được, đã bảo em trai Karlo là nhân viên bệnh viện bắt cóc con của vợ chồng Alvira để trả thù Amante. Nhưng Gary bị bắt ngay tại bệnh viện bởi tội buôn ma tuý. Karlo quá luống cuống, đành đánh tráo 2 đứa trẻ mới lọt lòng với nhau. Nhưng mặt dây chuyền nhà Del Valle vẫn còn trên khăn quấn đứa con của Alvira và Amante. 15 năm sau, hai cô bé đã lớn lên, nhưng với gia cảnh trái ngược nhau vì thân phận bị đánh tráo. Mara chăm học đã giành được học bổng của ngôi trường mà Clara đang theo học. Hai người trở thành bạn thân sau khi có vài rắc rối xảy ra. Thế nhưng quãng thời gian đó không kéo dài được bao lâu, Clara bắt đầu nghĩ rằng Mara đang dần cướp đi những thứ thuộc về mình nhưng đó chỉ là sự hiểu lầm. Ngay cả cậu bạn Christian mà Clara quý mến cũng có cảm tình với Mara vì sự trong trắng và tốt bụng của cô bé. Tình bạn của họ kết thúc một cách tan vỡ: Mara thắng cử chức chủ tịch hội học sinh còn Clara thì không, mặc dù Clara đã cố gian lận. Dù trò xảo trá đó bị lật tẩy nhưng không ai biết thủ phạm bày là ai. Từ đó, Clara luôn bày kế hại Mara vì nghĩ Mara đã phản bội mình. Cuối cùng, sau bao nhiêu sự việc, sự thật che giấu suốt hơn chục năm qua cuối cùng cũng bị đưa ra: Mara và Clara bị hoán đổi cho nhau. Nhưng những mưu kế Clara bày ra vẫn không ngừng tiếp diễn với Mara đáng thương.

## Phân vai

### Vai chính

Kathryn Bernardo (nữ diễn viên chính của phim)

- Kathryn Bernardo vai Mara Del Valle / David
- Julia Montes vai Clara David / Del Valle

### Vai hỗ trợ
- Mylene Dizon vai Susan David
- Jhong Hilario vai Gary David
- Dimples Romana vai Alvira Del Valle
- Bobby Andrews vai Amante Del Valle
- Ping Medina vai Karlo David
- Gina Pareño vai Lupe David

### Vai phụ
- Jamilla Obispo vai Lenita Santos
- Desiree del Valle vai Christina Borres
- Tia Pusit vai Yaya Bonnel
- Albie Casiño vai Christian Torralba
- John Manalo vai Erris Reyes
- Diego Loyzaga Montano vai Derrick Gonzales
- Chokoleit vai CG
- Cherry Lou vai Vanessa Torralba
- Kiray Celis vai Desiree Francisco
- Aria Clemente vai Christina Jin Jin Tianghan
- EJ Jallorina vai Butch Mauricio
- Renzo Cruz vai Mayor Nathaniel Gonzales
- Helga Krapf vai Carlotta Gonzales
- Francis Magundayao vai Nico Paraiso

### Vai đặc biệt
- Kimberly Fulgar vai Mara Del Valle / David hồi bé.
- Christine Joy De Guzman vai Clara David / Del Valle hồi bé